# 心の時代
『心の時代』（こころのじだい）は、シンガーソングライターさだまさしの1998年9月23日発表のソロ24枚目のオリジナル・アルバムである。さだまさしコンサートツアーのタイトル、および同年に刊行されたエッセイ集にも同じタイトルが用いられた。

## 概要
このアルバムは、さだが星野道夫の写真集『風のような物語』に感銘を受け、現代人に今一度自分と自然の関係を振り返って欲しいという願いを込めて作成された。そのため、プライス・ダウン・リイシュー盤では随所に星野の作品が使われている。

## 解説
1. 心の時代
現代社会の内包する様々な問題を解決策として「こころ」とその「こころ」を真っすぐに受け止められる人間の感受性が必要だと、さだが意見を投じた作品。
2. クリスマス・ローズ
「思い出」をテーマに、思い出の役割を恋人を失った女性の心理表現で語った作品。
3. 驟雨 (しゅうう)
「雨」を心におこる様々な状況に置き換えて人の深層心理を表現した作品。
驟雨とは激しいにわか雨のこと。
4. 君が選んだひと
かつての恋人の結婚式で、「恋」から「愛」へと「こころ」が変化していく男の心理を示した作品。
5. 秘密
思春期特有の「性」に関連する、後ろめたさのある「秘密」を表現した作品。
さだは、「大人になるごとに『ひみつ』が『嘘』を含んでいくことは自然なことだがやはり寂しくなることだ。」とライナーノートで語っている。
後にチキンガーリックステーキがカヴァー。
6. 神の恵み 〜A Day of Providence〜
さだの幼少期に長崎にやってきた米国の軽巡洋艦プロビデンス号（楽曲中では「戦艦」と称されている）を日本を統治したアメリカの象徴として、原爆を落としたアメリカが「平和」を築くためにやってきたことに対しての非条理と、戦後アメリカの影響をうけて物質社会に飲み込まれた日本へ意見を投じた作品。
曲中では直接「アメリカ」の語は用いていないが、『あの爆弾を落とした』や『魚雷艇に乗っていたハンサムな兵士が戦勝国のリーダーになった』という語句で仄めかしを行っている。
7. 不器用な花
現代人の「ステレオタイプ」を好む風潮に意見し、「自分らしさ」や才能や感性を伸ばす「努力」の大切さを表現した作品。
8. こころとからだ
人間の「こころ」と「からだ」の密接な関係や微妙なバランスを表現した作品。
9. 都府楼 (とふろう)
「飛梅」(『風見鶏』収録)のモデルとなった大宰府を再びテーマにした作品。季節と同様に人の心が移りゆく様子を宿命として捉えている。
古典的な作品で、対句表現や縁語表現などが用いられている。
2002年の菅公御神忌1100年大祭で、さだは大宰府がテーマである「飛梅」と共にこの作品を唄った。
10. 航跡
ひとは『昨日まで何をしてきたか』ではなく『明日から何が出来るか』が大切であると意見した作品。
11. 白夜の黄昏の光
星野が愛用したニコンのカメラと同機種のカメラでさだが撮影している音声から始まり、このアルバム作成の契機となった星野への尊敬と鎮魂の意を込めて作られた作品。
曲中に表現されているアラスカの美しい風景表現は、さだが直子夫人の好意で作品のエピソードや詳細な様子、氏の感想を知ることによって誕生した。

## 収録曲
| 全作詞・作曲: さだまさし。 |                                                        |            |            |          |      |
| #                          | タイトル                                               | 作詞       | 作曲・編曲 | 編曲     | 時間 |
| 1.                         | 「心の時代」                                           | さだまさし | さだまさし | 渡辺俊幸 | 5:41 |
| 2.                         | 「クリスマス・ローズ」                                 | さだまさし | さだまさし | 石川鷹彦 | 6:05 |
| 3.                         | 「驟雨 (しゅうう)」                                    | さだまさし | さだまさし | 吉田弥生 | 3:52 |
| 4.                         | 「君が選んだひと」                                     | さだまさし | さだまさし | 倉田信雄 | 5:02 |
| 5.                         | 「秘密」                                               | さだまさし | さだまさし | 倉田信雄 | 4:50 |
| 6.                         | 「神の恵み 〜A Day of Providence〜」(弦編曲: 渡辺俊幸) | さだまさし | さだまさし | 石川鷹彦 | 7:06 |
| 7.                         | 「不器用な花」                                         | さだまさし | さだまさし | 石川鷹彦 | 4:26 |
| 8.                         | 「こころとからだ」                                     | さだまさし | さだまさし | 吉田弥生 | 3:56 |
| 9.                         | 「都府楼 (とふろう)」                                  | さだまさし | さだまさし | 渡辺俊幸 | 6:50 |
| 10.                        | 「航跡」                                               | さだまさし | さだまさし | 吉田弥生 | 5:54 |
| 11.                        | 「白夜の黄昏の光」                                     | さだまさし | さだまさし | 渡辺俊幸 | 9:53 |
| 合計時間:                  | 合計時間:                                              | 合計時間:  | 63:35      |          |      |

### 作詩・作曲・その他
- 全曲とも作詩[1]・作曲：さだまさし

Special Thanks (敬称略)
- 星野道夫
- 星野直子
- 小学館
- 田部井満男
- 広瀬直人

### 主な参加ミュージシャン
- ギター：石川鷹彦
- マリンバ：宅間久善
- シンセサイザー：倉田信雄
- パーカッション：川瀬正人

他多数

## エッセイ集
前述した同名のアルバムにあわせて、1998年10月にサンマーク出版より刊行された。内容は同名のアルバムに収められている楽曲のサブタイトルに関連したエッセイで、各章の最初にはタイトルとなっている曲の歌詩が記されている。
書籍情報：ISBN 4-7631-9244-2